# Michael Kiedel
Michael Kiedel (* 23. Dezember 1975 in Stuttgart) ist ein deutscher Schwimmer und Olympiateilnehmer. Der 1,94 m große und 93 kg schwere Athlet startete für den VfL Sindelfingen.
Kiedels Erfolgsjahr war das Jahr 1998, als er sich mehrfach bei Deutschen Meisterschaften platzieren konnte:
- DM: MEISTER 200 und 400 m Freistil
- DM Kurzbahn: Vizemeister 400 m Freistil, Platz 3 200 m Freistil

Als Mitglied der 4 × 200-m-Freistilstaffel gewann er zwei EM-Medaillen:
- EM 1999 in Istanbul: Gold in 7:19,63 min vor Großbritannien (Silber in 7:19,91 min) und Russland (Bronze in 7:25,36 min). Team: Christian Keller, Stefan Pohl, Lars Conrad und Michael Kiedel. Die vor Deutschland platzierten Teams aus den Niederlanden und Italien waren beide disqualifiziert worden.
- EM 2000 in Helsinki: Silber in 7:18,96 min hinter Italien (Gold in 7:16,52 min) und vor Frankreich (Bronze in 7:20,37 min). Team: Michael Kiedel, Christian Keller, Stefan Herbst und Stefan Pohl.

Bei den Olympischen Spielen 2000 in Sydney kam die 4 × 200-m-Freistilstaffel auf Platz 6. Team: Stefan Pohl, Christian Keller, Stefan Herbst, Christian Tröger, Heiko Hell und Michael Kiedel.
Michael Kiedel ist Absolvent der Harvard-Universität.